# Волферштат
Волферштат (њем. Wolferstadt) општина је у њемачкој савезној држави Баварска. Једно је од 43 општинска средишта округа Донау-Рис. Према процјени из 2010. у општини је живјело 1.115 становника. Посједује регионалну шифру (AGS) 9779231.

## Географски и демографски подаци
Волферштат се налази у савезној држави Баварска у округу Донау-Рис. Општина се налази на надморској висини од 495 метара. Површина општине износи 30,7 km². У самом мјесту је, према процјени из 2010. године, живјело 1.115 становника. Просјечна густина становништва износи 36 становника/km².

## Међународна сарадња
| Мјесто | Држава    | Врста сарадње | Од    |
| ------ | --------- | ------------- | ----- |
|        | Француска | контакт       | 1972. |
| Извор  |           |               |       |